# Arianops obliqua
Arianops obliqua är en skalbaggsart som beskrevs av Barr 1974. Arianops obliqua ingår i släktet Arianops och familjen kortvingar. Inga underarter finns listade i Catalogue of Life.